# Triário (oficial)
Triário (em latim: Triarius; segunda metade dos anos 450) foi um oficial bizantino de origem ostrogótica do século V. Membro da dinastia dos Amalos, era pai do oficial Teodorico Estrabão e parente dos nobres Videmiro, Valamiro e Teodomiro. Ele teve uma irmã de nome desconhecido que foi desposada pelo oficial alano Áspar.